# Jean Genten
Jean Genten (* 31. August 1892 in Verviers; † 20. November 1944 im KZ Neuengamme) war ein belgischer römisch-katholischer Geistlicher und Märtyrer.

## Leben
Jean Genten wurde 1915 zum Priester geweiht und unterrichtete naturwissenschaftliche Fächer in Theux. Ab 1928 war er Pfarrer, zuerst in Bellaire (Beyne-Heusay), ab 1933 in Jupille (heute Lüttich). Wegen Widerstandsaktivitäten wurde er am 1. August 1944 festgenommen und in das KZ Neuengamme deportiert. Dort wurde er ermordet. Er starb am 20. November 1944 im Alter von 52 Jahren.

## Gedenken
In Jupille ist in der Rue Charlemagne eine Gedenktafel für ihn angebracht. Außerdem ist in Jupille eine Straße nach Jean Genten benannt: Rue Abbe-Genten.